# L'esquizoide
"L'esquizoide" (títol original en anglès "The Schizoid Man") és el sisè episodi de la segona temporada de la sèrie de televisió de ciència-ficció estatunidenca Star Trek: La nova generació, i el 32è de tota la sèrie, que es va emetre originalment el 23 de gener de 1989, en redifusió als Estats Units. El teleplay va ser escrit per  Tracy Torme basat en una història de Richard Manningi Hans Beimler, i dirigit per Les Landau.
Ambientada al segle XXIV, la sèrie segueix les aventures de la tripulació de la nau de la Flota Estel·lar de la Federació Enterprise-D. En aquest episodi, un científic moribund, el doctor Ira Graves, intenta enganyar la mort transferint els seus records i personalitat a una màquina, concretament el Tinent Comandant Data, un androide i oficial de l' Enterprise.

## Argument
La  nau estel·lar de la Federació Empresa, sota el comandament del capità Jean-Luc Picard, està en camí per proporcionar atenció mèdica a la científica reclusa però respectada, el doctor Ira Graves, que viu sol amb la seva assistent Kareen Brianon, en un planeta remot. Quan la tripulació rep una crida de socors d'emergència d'un vaixell de transport proper, el capità Picard decideix enviar un equip compost per Data, la consellera Troi, el tinent Worf i Dr. Selar per veure el Dr. Graves mentre l'oficial mèdic en cap Dra. Pulaski es queda a bord de l'Enterprise, que marxa per atendre el transport.
L'equip visitant descobreix que la Kareen va fer la sol·licitud d'assistència mèdica sense que Graves ho sàpigués, i encara que està ressentit, permet a Selar que l'examini. Selar determina que Graves té la malaltia de Darnay, una malaltia terminal incurable i només li queden tres setmanes de vida, de manera que l'equip comença a recollir la investigació i els registres de Graves per preservar-los després de la seva mort. Graves reconeix a Data com la creació de Noonien Soong i afirma que va ensenyar a Soong tot el que sabia i afirma que si Soong es considera el "pare" de Data, això faria de Graves el seu "avi". Graves i Data comencen a passar temps sols, durant el qual Graves revela que ha desenvolupat un mètode per transferir la seva consciència a un ordinador, que li permet viure indefinidament. Data al seu torn revelen que té un interruptor d'apagat, que diu que es podria utilitzar per precipitar una versió de la mort.
Més tard, Data informa a l'equip visitant que Graves ha mort. L' Enterprise torna i recupera l'equip visitant juntament amb Kareen i el cos de Graves; a Graves se li fa un funeral. Data ofereix un elogi brillant, sorprenent la tripulació. Quan més tard xiula "If I Only Had a Brain", fent-se ressò d'un hàbit de Graves (que li havia dit a Data que s'assemblava al Tin Woodman), quan entra a un turboascensor, Picard decideix que el seu comportament poc característic mereix un examen. Tot i que no es detecten anomalies físiques, les proves d'estabilitat psicotrònica de Troi suggereixen que hi ha dues personalitats dins de Data: la seva personalitat original i una personalitat addicional que és estrangera i dominant, i que amenaça de substituir la personalitat de Data. Picard aviat s'adona que Graves ha transferit la seva ment a Data.
Graves, encara al cos de Data, revela la veritat a la Kareen. Mentre li proposa apassionadament que faci el mateix perquè puguin passar l'eternitat junts, Graves es trenca accidentalment dos ossos a la mà a causa de la força sobrehumana de Data. Picard intenta convèncer Graves perquè renunciï voluntàriament al cos de Data, observant el mal que està causant a les persones que estima. Graves deixa inconscient al capità. Quan Picard es desperta, ell i un equip de seguretat troben Data a la seva habitació. Data torna al seu antic jo i Kareen descobreix que Graves s'ha transferit fora de Data i a l'ordinador de l'Enterprise, però només el seu coneixement, no la seva consciència; la part "humana" del Dr. Graves s'ha perdut.

## Repartiment i doblatge al català
La sèrie va ser doblada al català pels estudis Tramontana (primera part) i Soundtrack (segona part) i emesa a TV3 l’any 1991. Els dobladors de l'episodi foren:
| Personatge        | Actor/actriu       | Veu en català          |
| ----------------- | ------------------ | ---------------------- |
| Jean-Luc Picard   | Patrick Stewart    | Joan Crosas            |
| William Riker     | Jonathan Frakes    | Antoni Forteza         |
| Data              | Brent Spinner      | Joaquim Sota           |
| Geordi La Forge   | LeVar Burton       | Aleix Estadella        |
| Worf              | Michael Dorn       | Enric Arquimbau        |
| Katherine Pulaski | Diana Muldaur      | Núria Cugat            |
| Deanna Troi       | Marina Sirtis      | Victòria Pagès         |
| Wesley Crusher    | Will Wheaton       | Roger Pera             |
| Ira Graves        | W. Morgan Sheppard | Vicenç Manuel Domènech |
| Kareen Brianon    | Barbara Alyn Woods | ?                      |
| Dr Selar          | Suzie Plakson      | ¿                      |

## Producció
Patrick McGoohan, actor principal de la sèrie Number 6, estava pensat originalment per al paper d'Ira Graves. En última instància, però, fou contractat W. Morgan Sheppard
Sheppard hi fa la seva primera aparició a la franquícia Star Trek. Més tard va interpretar el comandant klíngon de Rura Penthe al llargmetratge de 1991 Star Trek: The Undiscovered Country, Qatai a l'episodi ("Euphoria" de Star Trek: Voyager de 1999 i el Ministre de Ciència Vulcanià al llargmetratge de 2009 Star Trek.
L'antiga candidata a Miss Teen USA Barbara Alyn Woods va ser contractada com a assistent de Graves, Kareen Brianon.
Suzie Plakson, que interpreta la Dra Selar, fa la seva primera aparició a la franquícia Star Trek. Més tard va interpretar a K'Ehleyr sls episodis de Star Trek: La nova generació "L'emissària" (2a temporada) i "Reunió" (4a temporada), a una Q a "La guerra dels Q" a Star Trek: Voyager el 1996 i a Tarah a l'episodi "Cease Fire" de Star Trek: Enterprise l'any 2003. Tot i que l'estipulació de Roddenberry era que els vulcanians no haurien de tenir un paper important a la nova sèrie, Plakson es presenta aquí com a vulcaniana. Tanmateix, la relació entre la vulcaniana i Worf, tal com la va imaginar Tracy Tormé, es va abandonar i només més tard va ser substituïda per una relació més adequada amb una klíngon, que també va ser interpretada per Plakson. Nogensmenys, la idea de Tormé es faria realitat molt més tard a través de la relació de Worf amb el simbiont Dax a Deep Space Nine.

## Recepció
El 2011, Tor.com va puntuar aquest episodi 8 sobre 10 i va elogiar la interpretació de Morgan Sheppard i Brent Spiner, ja que representen la personalitat del científic. The A.V. Club va donar a l'episodi una nota C−. Den of Geek va elogiar Spiner per la seva actuació, i diu que l'episodi comença bé "però en els últims vint minuts s'acaben les idees i es torna horrible."
El 2012, Wired va assenyalar aquest episodi com un dels pitjors de la sèrie de televisió Star Trek: La nova generació. Suggereixen que l'episodi es va inspirar en un episodi del programa de televisió anomenat The Prisoner, i van intentar que l'estrella d'aquest programa fos l'estrella convidada d'aquest episodi.